# Островець (Славенський повіт)
Островець (пол. Ostrowiec) — село в Польщі, у гміні Малехово Славенського повіту Західнопоморського воєводства.
Населення — 795 осіб (2011).
У 1975-1998 роках село належало до Кошалінського воєводства.

## Демографія
Демографічна структура станом на 31 березня 2011 року:
|          | Загалом | Допрацездатний вік | Працездатний вік | Постпрацездатний вік |
| -------- | ------- | ------------------ | ---------------- | -------------------- |
| Чоловіки | 406     | 99                 | 277              | 30                   |
| Жінки    | 389     | 80                 | 236              | 73                   |
| Разом    | 795     | 179                | 513              | 103                  |